# Terebla (rzeka)
Terebla (ukr. Теребля) – rzeka na ukraińskim Zakarpaciu, w dorzeczu Cisy. Długość – 91 km, powierzchnia zlewni – 750 km². 
Terebla wypływa ze źródeł na południowych stokach zachodniego skraju Gorganów. Płynie na południowy wschód głęboko wciętą doliną (do 350 m poniżej otaczających ją gór), oddzielającą Połoninę Czerwoną na wschodzie od Połoniny Borżawskiej na zachodzie. Część wód Terebli jest odprowadzana tunelem do płynącej równolegle kilka kilometrów na zachód rzeki Rika, gdzie zasila terebelsko-ricką elektrownię wodną. W dolnym biegu wypływa do Kotliny Marmaroskiej, gdzie wpada do Cisy we wsi Busztyno, kilka kilometrów poniżej miasta Tiaczów. Do zlewni Terebli należy największe naturalne jezioro Zakarpacia – Synewyr. W jej górnym biegu umiejscowiony jest z kolei Park Narodowy „Synewyr”.